# Белякова, Виктория Олеговна
Виктория Олеговна Белякова (ранее Андреева; род. 21 июня 1992, Санкт-Петербург) — российская пловчиха, мастер спорта России международного класса. Победительница Всемирных военных игр 2015 года, чемпионка Европы среди юниоров, многократная чемпионка России. Участница двух Олимпийских игр (2012, 2016).

## Биография
Виктория родилась 21 июня 1992 года в Санкт-Петербурге. Мать Виктории является тренером по современному пятиборью. Во время Олимпийских игр в Лондоне (2012) Виктория Андреева являлась студентом университета физической культуры, спорта и здоровья имени П. Ф. Лесгафта. Также обучалась в Школе искусства, культуры и спорта ДВФУ по направлению «Физическая культура и спорт». В плавании считает своим кумиром итальянку Федерику Пеллегрини.
В сентябре 2018 вышла замуж за Дмитрия Белякова, председателя правления Детской лиги плавания «Поволжье». В данный момент живёт в Пензе.

## Карьера

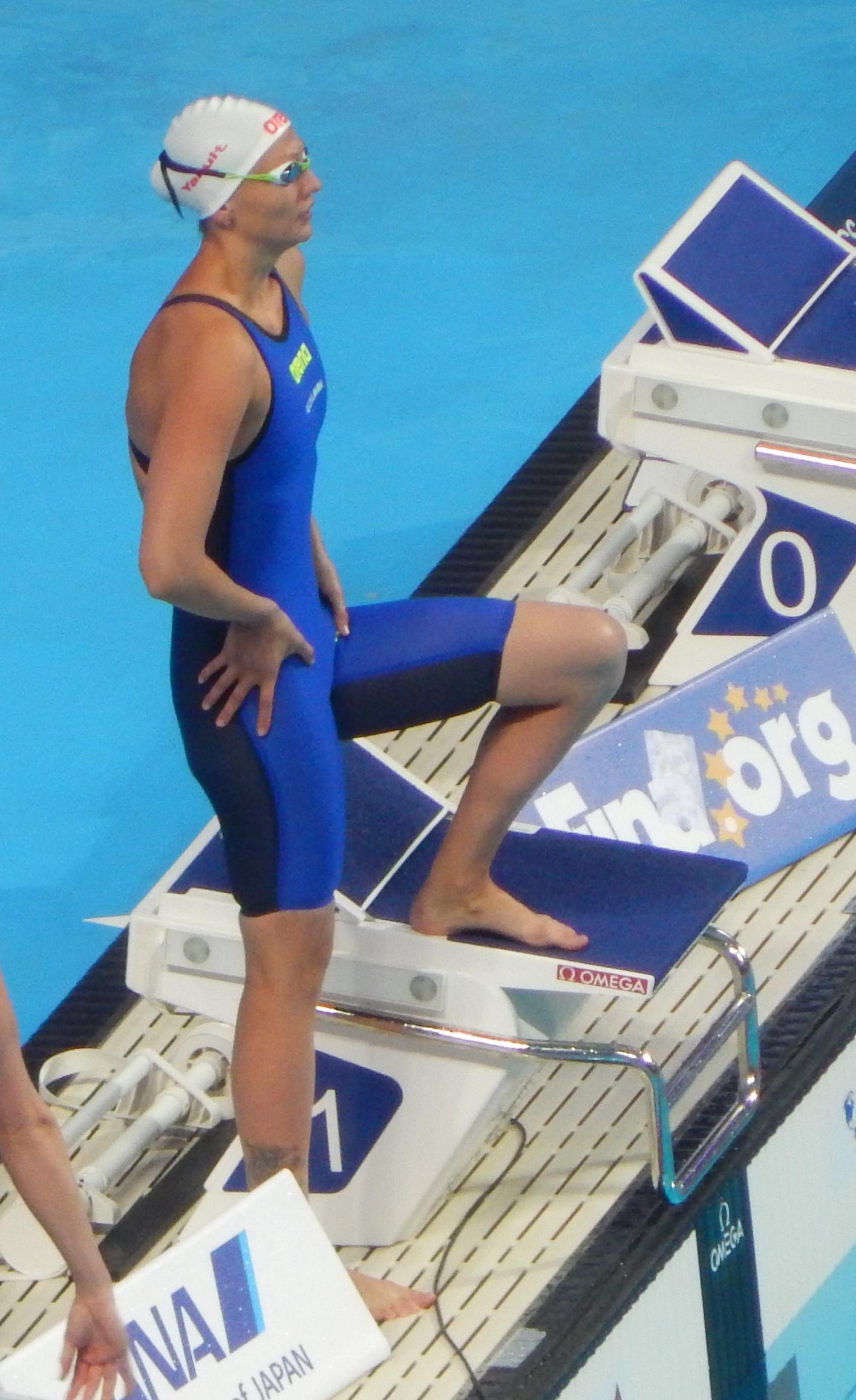
Виктория Андреева на чемпионате мира в Казани (2015)

Виктория Андреева начала плавать в возрасте шести лет, её международный дебют состоялся в 2007 году.
Участвовала в летних Олимпийских игр 2012 года в эстафете 4×100 метров вольным стилем, где стала 10-й в предварительных заплывах и не попала в финал.
По состоянию на 2019 год выступает за Пензенскую область и тренируется под руководством Юрия Александровича Аллакина, ранее тренировалась у Михаила Викторовича Амельченко.
В 2013 году стала четырёхкратной чемпионкой летней Универсиады в Казани, победив на двух личных дистанциях — 200 м вольным стилем и 200 м комплексным плаванием, а также в двух эстафетах — свободной и комбинированной 4×100 метров.
Участвовала в чемпионате мира в Казани в 2015 году, став 14-й в полуфиналах на дистанции 200 метров вольным стилем. Она также участвовала в составе эстафеты на дистанции 4×200 метров вольным стилем, но для выхода в финал россиянкам не хватило 0,11 секунды.
Осенью 2015 года Виктория Андреева побила рекорд России на дистанции 100 метров комплексным плаванием, принадлежавший Ольге Ключниковой (2009). В апреле 2016 года пловчиха на чемпионате России преодолела норматив для отбора на Олимпийские игры в Рио-де-Жанейро. В Бразилии россиянка пробилась в финал дистанции 200 метров комплексным плаванием, где заняла седьмое место, уступив почти 6 секунд победительнице Катинке Хоссу из Венгрии.
Позднее стало известно, что Андреева была близка завершить карьеру после неудачных Олимпийских игр в Лондоне, однако она продолжила соревноваться благодаря помощи её матери, в результате чего сумела выступить на вторых Олимпийских играх. Следующей целью пловчихи являлось участие на Играх 2020 года в Токио.